# Vogelwacht (vliegverkeer)

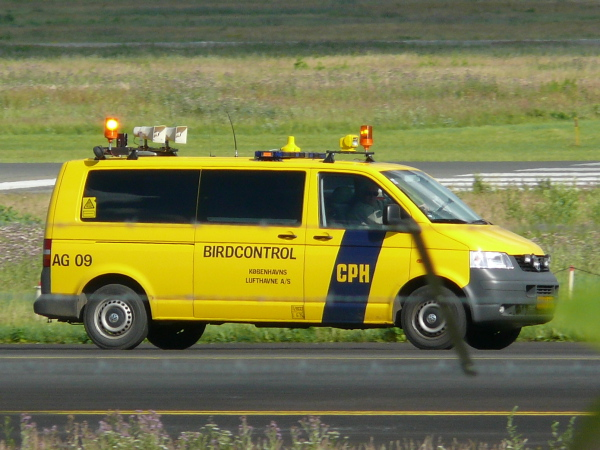
Bird control voertuig op Luchthaven Kopenhagen

Een Vogelwacht is een persoon (dan ook wel Bird controller) of dienst (Bird Control Unit) die ervoor zorgt dat vogels geen schade toebrengen aan vliegvelden of vliegtuigen. In Nederland werd de eerste vogelwacht aangesteld in 1976 op vliegbasis Leeuwarden.
Voor het verjagen van vogels gebruikt de vogelwacht vaak valken of opnames van angstgeluiden van vogels. Daarnaast wordt het grasland bij de startbanen zodanig beheerd dat het onaantrekkelijk voor vogels wordt. Op basis van het gedrag van vogels en het weer kunnen voorspellingen over de aanwezigheid van vogels worden gedaan. Een bird controller moet beschikken over kennis van (militaire) vliegtuigen en van de natuur (atmosfeer, vogels). Daarnaast dient hij in het bezit te zijn van een vergunning om eventueel vogels af te schieten. Schiphol heeft inmiddels 16 van deze functionarissen in dienst, het Ministerie van Defensie in Nederland 17.

## Links / bronnen
- De Vogelwacht op Schiphol
- Veilig vliegen tussen vogels bij de luchtmacht
- Vogelwacht op luchtmachtbasis Volkel